# Варшава-Средместье
Варшава-Средместье — остановочный пункт железной дороги, расположен вблизи центрального вокзала Варшавы и обслуживающий пригородные маршруты.
Платформа пассажирская расположена под землёй, с неё возможен переход на центральный вокзал без выхода на поверхность. Дзельница Варшавы, в которой находится станция, также называется Средместье.
Относится к категории А по польской классификации, то есть обслуживает более 2 миллионов пассажиров ежегодно.